# Classique des Pyrénées Dames
La Classique des Pyrénées Dames est une course cycliste créée en 2017 et disputée dans les Hautes-Pyrénées, sur un parcours changeant chaque année. Depuis sa création, cette course est chaque année la dernière épreuve de la Coupe de France féminine.

## Palmarès
| Année | Vainqueur    | Deuxième      | Troisième        |
| ----- | ------------ | ------------- | ---------------- |
| 2017  | Évita Muzic  | Edwige Pitel  | Émeline Eustache |
| 2018  | Jade Wiel    | Marie Le Net  | Manon Souyris    |
| 2019  | Léna Gérault | Lucie Jounier | Émeline Eustache |